# 예식진
예식진(禰寔進, 615년 ~ 672년)은 백제와 나당연합군이 치열한 전투를 벌이고 있었을 때 의자왕을 끌고 백제를 멸망하게 한 후 당나라로 건너가 '좌위위대장군(左威衞大將軍)'의 높은 벼슬을 지낸 사람이다. 2006년에 그의 묘지석이 낙양의 시장에 나타나, 2007년 길림성의 격월간 역사잡지인 <동북사지(東北史地)>에 기존의 다른 백제 유민들의 묘지명과 함께 처음 소개되면서 세상에 알려지게 되었다.

## 개요
처음 묘지석이 발견되었을 때 그것이 시안(西安, 당나라 시기 수도)서 발굴되었다는 것만 알려졌을 뿐 정확한 발굴 시기와 지점에 대해서는 알려진 것이 없다. 묘지석은 가로 세로가 각각 57cm에 두께가 15cm인 개석(蓋石)과, 가로 세로가 각각 58.5cm에 두께 13cm인 지석(志石)으로 나뉘어 있는데, 겉면에는 '대당고좌위위대장군예식진묘지지명'이라는 제액이 4행으로 새겨져 있고, 지석에는 종횡으로 원고지처럼 줄을 그어 칸을 만들고 그 안에 18행 289자를 해서체로 새겼다. 모서리마다 12간지를 나타내는 동물들이 음각되어 있다.
묘지에는 백제 유민인 예식진이 당의 조정에서 좌위위대장군의 벼슬을 지냈고, 당에 들어간 지 12년만인 함형 3년(672년) 5월 25일에 내주(來州)의 황현(黃縣)에서 58세로 사망하여 같은 해 11월 21일에 장안으로 유해가 운구된 뒤, 고관대작들이 묻히던 고양원(高陽原)에 묻혔다는 내용이 담겨 있다.

## 묘지

### 원문
묘지의 원문은 아래와 같다.
大唐故左威衞大將軍來遠縣開國子柱國禰

公墓誌銘幷序

公諱寔進百濟熊川人也

祖佐平譽多父佐平思善竝蕃官正一品雄穀

爲姿忠厚成性馳聲滄海效節靑丘公器宇深

沉幹略宏遠虛弦落雁挻劍飛猨夙禀貞規早

標義節占風異域就日長安式奉文棍爰陪武

帳腰鞬玤鶡紆紫懷黃駈十影於香街翊九旗

於綺禁豈與夫日磾之輩由餘之儔議其誠績

較其優劣者矣方承休寵荷日用於百年遽促

浮生奄塵飄於一瞬以咸亨三年五月卄五日

因行薨於來州黃縣春秋五十有八

恩加      詔葬禮洽䬾終以其年十日月卄

一日葬於高陽原爰命典司爲其銘曰

溟海之東遠截    皇風飧和飮化抱義志承

榮簪紎接采鵷鴻星搖寶劍月滿雕弓

恩光屢洽寵服方隆逝川遽遠非曲俄窮烟含

古樹霜落寒叢唯天地兮長久與蘭菊兮無終

## 묘지에 대한 연구

### 예씨 집안의 출자와 중앙 진출

#### 예씨의 유래
기록상 예씨라는 성을 쓴 사례는 후한 때의 예형(禰衡)이 유일한데, 이를 들어 흔히 예식진의 선대는 중국인으로, 백제가 대방군의 옛 땅을 차지하기 위해 고구려와 대치하는 과정에서 백제로 편입된 것으로 보는 설이 대부분이었다. 하지만 예씨의 존재를 후한대 이후로는 찾아볼 수 없다는 점과 『예식진묘지명』에서 그의 선대의 연원을 중국과 관련지어 언급하지 않았다는 점을 들어 무작정 중국계 성씨로 단정할 수만은 없다는 주장도 있다. 예씨의 출자와 선대에 대해 묘지는 조부인 예다까지만을 언급하고 있는데 이에 대해서는 『흑치상지묘지명』이나 『연남생묘지명』등 한국 관련 중국 묘지명에서 묘지 주인공의 증조부까지 언급하고 있는 것과 대조적인 것으로, 예씨 집안이 백제 조정에서 별다른 영향력을 갖지 못했음을 보여주는 것이 아니냐는 해석도 존재한다.

#### 예씨 집안과 웅진
한편 조부와 아버지, 그리고 예식진 본인이 모두 웅천 사람으로 기록되어 있는 것에서 웅진(웅천)과의 지역적 연관성을 가진 집안으로 볼 수 있는데, 예(禰)라는 글자에 '친묘(親墓)' 즉 아버지의 신위를 모신 사당이라는 의미가 포함되어 있는 것에 착안해, 웅진에 묻힌 선대 왕들의 무덤을 관장하는 등의 제사 주관 의무를 위임받은 가문이 아니었을까 하는 분석도 나오고 있다. 이와 관련해 예씨 집안이 예씨라는 성을 칭하게 된 것은 사비성(泗沘城) 천도 이후라는 주장이 있다.
예씨 가문이 백제 조정의 주요 세력으로 득세하게 된 시점은 대체로 무왕 시기로 추정하고 있다. 《삼국사기》에 따르면 무왕은 재위 28년(627년) 7월부터 '신라가 침략한 땅'인 한수 유역을 회복하기 위해 웅진성에 머무르면서 대규모 병력을 동원하였으나 결국 실패했고, 수도 사비성의 궁궐을 중수하는 과정에서 웅진성에 머무르기도 하는 등 웅진에 대한 관심을 보였다. 또한 무왕 시대에는 왕효린 등의 중국계 가문이나, 웅진 시절 정계 외곽으로 밀려나 소외되었던 해씨(解氏), 백씨(苩氏) 등의 옛 가문들이 대거 기용되었는데, 이 과정에서 웅진성 출신으로 그때까지 별다른 두각을 나타내지 못했던 예씨 집안, 예식진의 아버지나 할아버지와는 어떤 형태로든 연결되었던 것으로 보인다.

### 백제 멸망과 예씨 가문

#### 의자왕의 항복과 예식(예식진)
중국 기록인 《구당서(舊唐書)》및 《신당서(新唐書)》에는 서기 660년, 나(羅)·당(唐) 연합군이 백제를 침공할 당시 백제 대장군이었던 예식(祢植)이 의자왕과 함께 항복하였다.고 하는 기록이 나오는데, 신·구《당서》에 기록된 예식과 예식진이 동일인물이라는 분석과 함께 신·구《당서》의 이 기록은 다시 주목받게 되었다. 예식이 의자와 함께 나와 항복했다는 기록에 맞추어, 묘지명에 '占風異域 就日長安'이라고 한 구절과 더불어 신·구《당서》기록은 다름 아닌 예식진 자신의 의자왕에 대한 쿠데타에서 비롯된 것이라는 주장이 제기되었다. 이에 따르면 의자왕은 나·당 연합군의 공격을 받아 포위된 사비성에서 웅진성으로 도주하여 반격을 준비하고 있었지만, 웅진 방령이던 예식(예식진)이 의자왕을 배신하고 왕을 사로잡아 당군에 투항하였고 이 공로로 예식진은 백제 유민 가운데서도 특히나 파격적인 승진을 할 수 있었다는 가설이다. 나아가 《삼국사》신라본기에서 의자왕과 함께 항복한 웅진방령(熊津方領)이란 다름 아닌 예식(예식진)을 가리킨다는 것이다.
사실 의자왕이 본의로 항복한 것이 아니라는 주장은 이미 신채호에 의해 제기되었고, 예식이라는 인물이 의자왕을 잡아 항복한 것이라는 주장은 이미 중견 학자들로부터 여러 차례 나오고 있었지만, 『예식진묘지명』의 발견은 그때까지만 해도 추론 내지는 가설 정도로만 인식되었던 '내부배신설'에 객관적인 근거 하나를 더 제공했다는 평가를 받으며 주목되었다. '황음무도'의 상징이자 멸망의 원흉으로 인식되어온 의자왕을 재조명하자는 분위기에 편승하여, 백제 멸망의 모든 책임을 단지 의자왕 한 사람에게만 지우는 것은 너무 부당하다는 동정론의 근거로 쓰이기도 했다. 이 내용을 근거로 KBS에서는 자사의 역사 다큐멘터리 「역사추적」의 한 장으로 의자왕 항복의 뒷이야기와 함께 예식진의 항복에 대한 학설을 소개하는 내용을 방영하기도 했다.
하지만 이에 대해 직접적으로 예식진이 의자왕에 대한 반란이나 배신을 했다는 직접적 표현은 묘지명 어디에서도 찾기 어려우며, 묘비명에 적힌 '與 또는 將'이라는 한자 표현을 '생포해서 바쳤다'고 봐야 하는 가에 대해서는 이견도 존재한다.  《삼국사》에는 일단 의자왕이 내분으로 생포되었다는 기록이 없고, 《일본서기》는 의자왕과 신하들이 당군에 붙잡힌 것을 기록하면서 '잡다, 체포하는 뜻인 捉'자를 썼는데 신·구《당서》에서는 예식이 의자왕과 함께 항복하는 부분에서 '捉'자를 쓰지 않고 '又將義慈來降' 또는 '與義慈降' 하는 식으로 씌여있다.  이 주장은 '與'를 그저 '데리고'라고 해석할 수는 없고 '將'에는 '데리고 가다' 말고도 무려 21개의 뜻이 더 담겨 있어 이 기록에서는 '데리고 가다'보다는 '행하다(行)', '곁붙다(扶持)', '잇다(承)', '함께 하다(伴也)' 등의 다른 해석이 적합하다는 것이다. 또 전쟁 당시 웅진성의 수성책임자인 예식(예식진)이 성 내의 백성의 분위기나 군사들의 사기, 의자왕의 항전의지나 보급상황, 그리고 포위하고 있던 나.당 연합군의 회유 등을 종합적으로 판단하여 항복 결정을 내린 것으로도 보아 합리적 결정이었을 수 있다는 의견도 있으나 왕이 버젓이 있는 상황에서 수도를 지키는 군책임자가 왕의 의지를 거스르며 최종 항복 결정을 내렸다는 것은 쉽게 납득이 되지 않는 주장이다.  현재 남아있는 신·구《당서》나 『예식진묘지명』의 남은 기록을 볼 때 아무리 예식진의 책임이 아무리 가벼워진다고 해도 백제 조정과 당군과의 교섭에서 항복을 하는데 주도적인 역할을 한 것은 무시할 수 없으며 당나라에서 그 지위에 오를만한 특별한 업적이나 공적 기록이 없는데도 당에서 좌위위라는 높은 지위에 오른 것으로 봐서 예식(예식진)이 어떤 형태로든 백제의 멸망을 앞둔 시점에서 왕을 체포하거나 그에 준하는 반란 행위를 했다고 여겨진다.

### 예인수 묘지명의 발굴
2010년, 예식진의 아들 예소사(禰素士)와 예소사의 장남 예인수(禰仁秀)의 묘지명이 발굴되었다. 이중 예인수의 묘지명에 '이에 (예선의 아들) 예식진 대에 이르러 대대로 관직을 이어받으며 조상의 어짊을 본받았다. 당(唐)이 천명을 이어받고 무도한 자(백제)를 토벌하려 동정하자, (예식진은) 그 왕을 이끌고 고종황제(이치)에게 귀의하였다. 이에 좌위위대장군에 배수되었고 내원군개국공에 봉해졌다(洎子寔進, 世官象賢也. 有唐受命, 東討不庭, 卽引其王, 歸義于高宗皇帝. 由是拜左威衛大將軍, 封來遠郡開國公.)'라는 구절이 확인되어, 신•구당서에 등장하는 예식(祢植)이 곧 예식진이라는 것이 구체적으로 증명되었다.

## 가족
- 증조부 = 예복(禰福)
  - 조부 = 예예다(禰譽多, 혹은 예예禰譽), 남부여 좌평(佐平)
    - 부 = 예사선(禰思善, 혹은 예선禰善), 남부여 좌평(佐平)
      - 형 = 예군(禰軍, 613-678), 당 우위위(右威衛)
        - 자 = 예소사(禰素士)
          - 손 = 예인수(禰仁秀)[8]
          - 손 = 예인휘(禰仁徽)[8]
          - 손 = 예인걸(禰仁傑)[8]
          - 손 = 예인언(禰仁彦)[8]
          - 손 = 예인준(禰仁俊)[8]

## 참고 자료 및 링크
- 이도학, 「백제 사비성 시대 연구」2010, 일지사
- 이희진, 「백제사 미로찾기」2009, 소나무
- "백제 유민 예식진은 의자왕 넘긴 장본인 (연합뉴스)"
- 계백, 신을 만난 사나이, 2018년, 홍남권, 온하루출판사